# اکبر وارث
اکبر وارث بازیگر سینما و تلویزیون ایران بود. او در سال ۱۳۹۳ به علت ابتلا به بیماری و عفونت تنفسی درگذشت.

## نقش‌آفرینی
وی بازی در آثاری همچون سریال تلویزیونی «نقطه سر خط»، سریال تلویزیونی «سوخته‌دلان» و سریال تلویزیونی «کیلومتر ۱۴» فعالیت داشته‌است.

## فیلم‌شناسی
- نقطه سر خط (۱۳۹۰)
- کیلومتر ۱۴ (فیلم تلویزیونی)
- خانه بی‌پرنده (۸۹-۱۳۸۸)
- چاردیواری (۸۹-۱۳۸۸)
- خاله سوسکه (۱۳۸۸)
- انتقام(۱۳۸۷)
- روز حسرت (۱۳۸۷)
- نرگس(۱۳۸۵)
- جان‌سخت (۱۳۷۶)
- سوخته‌دلان (سریال تلویزیونی) (۱۳۷۵)
- معجزه خنده (۱۳۷۵)
- کارناوال مرگ (۱۳۷۵)
- سرحد (فیلم ۱۳۷۵) (۱۳۷۵)
- زائر غریب (سریال تلویزیونی)(۱۳۷۴)
- از پا نیفتاده (سریال تلویزیونی)( ۱۳۷۲)